# Hervé Théry
Hervé Théry (nascido 4 de Dezembro de 1951 em Somain, França)  é um geógrafo político francês radicado no Brasil. Théry ajudou a introduzir no Brasil os conceitos e métodos da geografia regional francesa, profundamente renovada nos anos 1980 e 1990, especialmente a modelização gráfica (coremática).

## Biografia
Théry fez seu doutorado em Geografia na Universidade Paris 1 Panthéon-Sorbonne. Atualmente é pesquisador no Centre de recherche et de documentation sur l'Amérique latine (CREDAL) do Centre National de la Recherche Scientifique em Paris, professor convidado da USP e pesquisador convidado da Universidade de Brasília.
Desde 2005 é professor doutor na Faculdade de Filosofia, Letras e Ciências Humanas da Universidade de São Paulo. Suas áreas de pesquisa são geografia do brasil, geografia política, cartografia tématica, Europa e América Latina. Primeiro titular da Cátedra Pierre Monbeig (que leva o nome do geógrafo francês que participou da fundação da USP) ele trabalha ao reforçar os laços entre a geografia brasileira e a geografia francesa, tendo como exemplo a fundação da revista franco brasileira de geografia Confins.

## Publicações

### Livros
- THÉRY, H.Rondônia: Mutações de um Território Federal na Amazônia Brasileira. 1ª ed. Curitiba: SK Ed. 2012. ISBN 9788563034052
- THÉRY, H. Le Brésil. 5. ed. Paris: Armand Colin, 2005. v.1. 288 p. ISBN 978-2200251260
- THÉRY, H. ; MELLO, Neli Aparecida de . Atlas do Brasil, Disparidades e dinâmicas do território. 1.ed. São Paulo: EDUSP, 2005. v.1. 312 p. ISBN 8531408695
- THÉRY, H. (Org.) Environnement et développement en Amazonie brésilienne. Paris: BNelin, 1997. v.1. 208 p. ISBN 2-7011-1532-9
- THÉRY, H. Pouvoir et territoire au Brésil, de l'archipel au continent. Paris: Editions de la MSH, 1996. v.1. 232 p. ISBN 978-2735106806
- THÉRY, H. Brésil / Brasil / Brazil (un atlas chorématique). Paris: Fayard/Reclus, 1996. v.1. 88 p.
- BRUNET, R. , FERRAS, R. e THÉRY, H. Les mots de la géographie, dictionnaire critique, Reclus / La Documentation française, 2. ed. 1993, 520.
- THÉRY, H. (Org.) L'État et les stratégies du territoire. Paris: Éditions du Cnrs, 1991. 244 p.

### Artigos (seleção)
- THÉRY, H. "Densidade demográfica em 2007", Confins  (Confins)
- THÉRY, H. "A população brasileira em 2007" (Confins)
- THÉRY, H. "Chaves para a leitura do território paulista", in Atlas Seade da economia paulista, (Atlas Seade), 2006, Seade.
- THÉRY, H. "Futebol et hiérarchies urbaines au Brésil", M@ppemonde n° 81 (1-2006)  (Mappemonde)
- ELOY, L., LE TOURNEAU, F. M., THÉRY, H., "Une ville dans la forêt : São Gabriel da Cachoeira, capitale du haut Rio Negro", Cybergéo, No. 304, 24 mars 2005 (Articles[ligação inativa])
- LE TOURNEAU, F.M., MELLO, N. A. de, THÉRY, H., VIDAL, L. "Brasília, quarante ans après », Éditions électroniques de l’Institut des Hautes Études de l’Amérique Latine" (Archives)
- THÉRY, H. "La vague déferlante du soja brésilien", M@ppemonde, nº 74 (2-2004) (Mappemonde)
- BARROS, O., MELLO, N., THÉRY, H., VIZINTIM, M. "Londrina, de la ville pionnière à la maturité", M@ppemonde nº 73 (1-2004), (Mappemonde)